# Vidra (Ilfov megye)
Vidra község és falu Ilfov megyében, Munténiában, Romániában. A hozzá tartozó települések: Crețești valamint Sintești.

## Fekvése
A megye déli részén található, a megyeszékhelytől, Bukaresttől, húsz kilométerre délre, a Sabar folyó partján.

## Története
A 19. század végén a mai község területén két község működött, mindkettő Ilfov megye Sabar járásához tartozott.
- Crețești-Sintești községet Crețești, Copăceni-Sf. Ioan valamint Sintești falvak alkották, összesen 2636 lakossal. A községben működött két templom, egy vízimalom és egy iskola.

- Străini-Dobreni községet Vidra és Bragadiru (mely nem a mai Bragadiru nevű város) falvak alkották, összesen 1546 lakossal. A községben működött egy templom Bragadiru faluban, egy vízimalom és egy iskola.

1925-ös évkönyv szerint mindkét község Ilfov megye Vidra járásához tartozott. Străini-Dobreni község Vidra és Bragadiru falvakból állt, 6000 lakossal, Crețești-Sintești község pedig Creștești, Sintești valamint Sbircea falvakból állt, 3929 lakossal.
1950-ben közigazgatási átszervezés alapján, Străini-Dobreni községből létrehozták Vidra községet, melynek községközpontja Vidra települése lett, a Bukaresti régió Vidra nevű rajonján belül. A rajon központja Vidra község lett. Ennek a rajonnak lett a része Crețești-Sintești község is.
1968-ban ismét megyerendszert vezettek be az országban, a község az újból létrehozott Ilfov megye része lett. A községhez ekkor csatolták Sintești és Crețești falvakat is a megszüntetett Crețești-Sintești községtől.
1981-ben Giurgiu megye része lett. 1986-tól, az Ilfovi Mezőgazdasági Szektorhoz csatolták, egészen 1998-ig, amikor ismét létrehozták Ilfov megyét.

## Lakossága
| Nemzetiségek | 2002 | 2002   |
| ------------ | ---- | ------ |
| Románok      | 7462 | 90,77% |
| Romák        | 756  | 9,19%  |
| Lipovánok    | 2    | 0,02%  |
| Összesen     | 8220 | 100,0% |